# 神戸市立名谷図書館
神戸市立名谷図書館（こうべしりつみょうだにとしょかん、Kobe Myōdani Municipal Library）は、神戸市が須磨区中落合に設置している公立図書館である。2021年（令和3年）3月24日開館。
神戸市立図書館としては中央館・地域拠点館を合わせて12番目、須磨区への地域拠点館設置は1981年（昭和56年）開館の神戸市立須磨図書館に次いで2館目。

## 概要
神戸市では2019年（令和元年）12月に発表した人口減少対策「リノベーション・神戸」第2弾計画の一環として「図書館の充実」を掲げており、その一環として神戸市営地下鉄西神・山手線の名谷駅前に市内で12館目、須磨区内で2館目となる名谷図書館を新規に開館する方針を発表した。神戸市において1つの行政区で複数の地域拠点館を設置するのは北区に続き2例目だが、北図書館配下の分館から同格の地域拠点館に昇格した北神図書館とは異なり、最初から既存の須磨図書館配下ではなく同格の地域拠点館として設置される。
立地は名谷駅前の商業施設・須磨パティオ（OMこうべ所有）で中核テナントの大丸須磨店が店舗のリニューアルを行うのと並行して整備され、4階の全フロアに図書館が入居する。開館時点での蔵書数は一般書・児童書の合計で約5万冊を予定しており、書架や座席に六甲山の木材を多用した内装が特徴。住民アンケートでは須磨図書館や市内の他の図書館と休館日をずらして欲しいと言う要望が多かったため、第1月曜日と火曜日に設定されている。
神戸市立図書館の地域拠点館ごとにテーマを決めて児童書を配架している「おきしお文庫」の設置に関しては、開館の時点では発表されていない。

## アクセス
- 654-0154 兵庫県神戸市須磨区中落合2-2-4 大丸須磨店4階

神戸市営地下鉄西神・山手線名谷駅下車すぐ
館名に「名谷」を冠しているが、所在地の須磨区中落合は本来の名谷地域（垂水区名谷町一帯）からはやや離れている。

### 周辺
- 須磨パティオ
  - ダイエー須磨店
- 須磨区役所北須磨支所
- 須磨北郵便局